# Pantà de la Casa
El Pantà de la Casa és un pantà artificial situat al terme municipal d'Alcarràs, molt a prop de la línia del TGV. Té interès sobretot per la fauna associada i és a més un punt de diversificació ambiental, en un entorn molt transformat pels usos agrícoles.
Es tracta d'un pantà destinat a usos agraris, format per una resclosa que reté les aigües d'un rec, que ara travessa la línia del TGV per un canal de desguàs. Aquest rec prové del pantà de Sant Gregori i recull les aigües d'una petita conca d'aquest sector, situat entre els nuclis de Gimenells i Vallmanya. Aquesta zona humida té una superfície de 4,09 hectàrees.
A les vores del pantà, especialment al sector est i nord, per on arriben les aigües del rec, hi ha un extens canyissar. També es forma un bogar a la part més propera a la làmina d'aigua, que es manté de forma permanent. Sobre la resclosa del límit oest i dispersos en alguns punts del canyissar hi ha diversos tamarius i als marges del pantà apareixen també alguns arbres aïllats, bàsicament pollancres (Populus nigra). Als marges creixen matollars halonitròfils amb siscall (Salsola vermiculata) i salat blanc (Atriplex halimus), llistonars i prats terofítics calcícoles.
Segons la cartografia dels hàbitats apareixen en aquesta zona els hàbitats d'interès comunitari:1430 Matollars halonitròfils (Pegano-Salsoletea) i 6220 Prats mediterranis rics en anuals, basòfils (Thero-Brachypodietalia).
Pel que fa a la fauna, la zona és una àrea de nidificació d'agró roig (Ardea purpurea), fotja (Fulica atra), balquer (Acrocephalus arundinaceus) i arpella (Circus aeruginosus), i constitueix un lloc de refugi per a un gran nombre d'ocells.
El pantà experimenta canvis sobtats de nivell de les aigües i processos d'eutrofització i, potser, de contaminació puntual, pels usos agraris de l'entorn. S'ha produït una expansió dels conreus, mitjançant terraplenats efectuats sobre el canyissar, al sector est. També s'hi produeixen cremes periòdiques de vegetació. Hi ha diverses línies elèctriques molt properes al pantà, amb suports situats als seus marges.